# 해머 (우주선)
긴급 대응을 위한 초고속 소행성 경감 임무(Hyper-velocity Asteroid Mitigation Mission for Emergency Response), 약칭 해머(HAMMER)는 50 메가톤급 핵폭탄과 궤도선으로 이루어진 우주선이다. 목적은 근지구 천체인 101955 베누를 폭파시킨 후 지구 충돌 가능성 및 향후 소행성 충돌 가능성을 평가하는 것이다.

## 지원, 개발, 투자
- NASA
- JPL
- ULA
- 칼텍
- 미 육군
- 미 해군
- 미 공군